# إيفيري باديز غولف (لعبة فيديو 1997)
إيفيري باديز غولف (بالإنجليزية: Everybody's Golf)، هي لعبة فيديو يابانية، من نوع رياضة غولف، صدرت اللعبة في الأسواق سنة 1997، وتعمل حصراً لمنصة بلاي ستيشن، هذه اللعبة من تطوير كامالوت سوفتوير بلانينغ، ومن نشر سوني كمبيوتر إنترتينمنت، وهي الجزء الأول من السلسلة الرئيسية للعبة إيفيري باديز غولف.